# ベリングスハウゼン島
ベリングスハウゼン島は、イギリス領サウスジョージア・サウスサンドウィッチ諸島に属する島のひとつで、近傍のテューレ島、クック島と共に南トゥーレを形成している。ロシア帝国海軍の南極探検家ファビアン・ゴットリープ・フォン・ベリングスハウゼンにちなんで命名された。
地質は玄武岩質安山岩で、最高点はバシリスク山の255 m。